# Anthony Ireland
Anthony Bernard Ireland (Waterbury, 25 settembre 1991) è un cestista statunitense.